# Střela s plochou dráhou letu

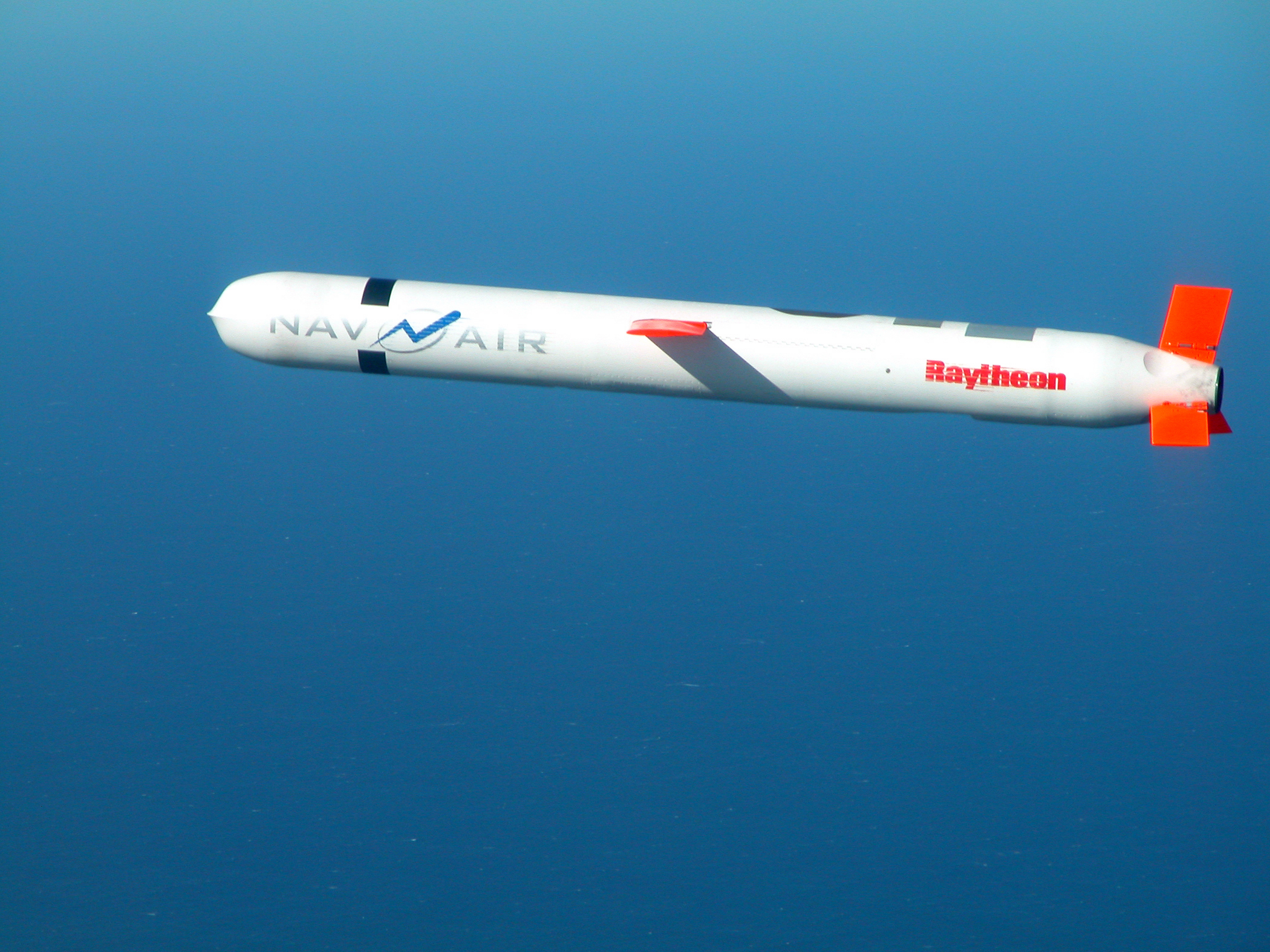
Americká střela Tomahawk

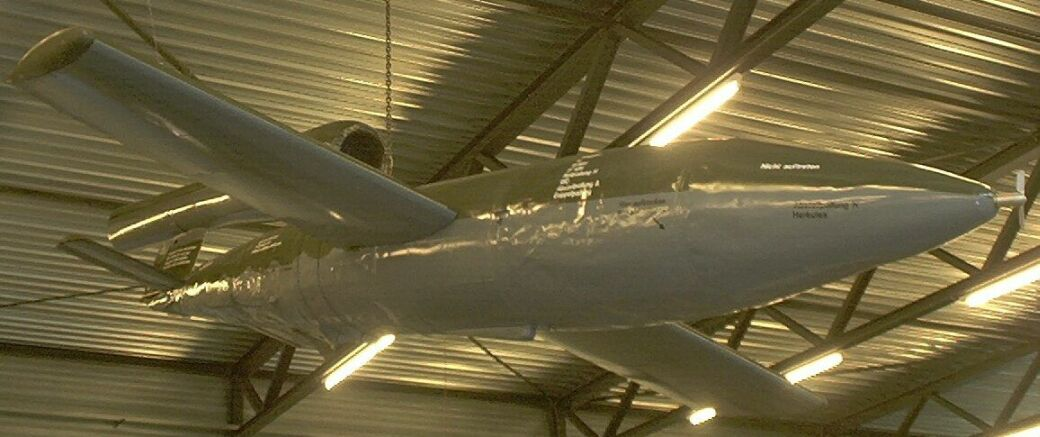
Fieseler Fi-103, německá střela známá jako V-1

Střela s plochou dráhou letu je řízená střela, určená proti pozemním cílům, která zůstává v atmosféře a hlavní část letu své dráhy letí přibližně konstantní rychlostí. Tyto střely jsou konstruovány tak, aby byly schopny dopravit hlavici na velké vzdálenosti s vysokou přesností. Moderní řízené střely jsou schopny cestovat nadzvukovými nebo vysokými podzvukovými rychlostmi, mají vlastní naváděcí systém a jsou schopny létat na nebalistických trajektoriích v extrémně nízkých výškách.
Myšlenka „leteckého torpéda“ byla uvedena již v britském filmu The Airship Destroyer z roku 1909, ve kterém jsou zobrazena létající torpéda ovládaná bezdrátově a používaná k sestřelování vzducholodí bombardujících Londýn.
Příkladem střel s plochou dráhou letu jsou ruské prostředky Kalibr či americké Tomahawk.